# Europsko prvenstvo u nogometu – Belgija 1972.
Europsko nogometno prvenstvo 1972. održano je u Belgiji. Bilo je to 4. Europsko prvenstvo u nogometu. Trajalo je od 14. do 18. lipnja 1972.

## Kvalifikacije
1970. i 1971. igrale su se kvalifikacije po skupinama, a 1972. se igralo četvrtfinale. Bilo je 8 skupina, a 4 reprezentacije bile su u svakoj skupini. Samo pobjednici skupina su se mogli kvalificirati u četvrtfinale.
Slijedi popis sudionika Europskog prvenstva u nogometu 1972.:
- Belgija
- Mađarska
- SSSR
- SR Njemačka

## Gradovi domaćini
| Bruxelles         | Liège             | Bruxelles           | Antwerpen         |
| ----------------- | ----------------- | ------------------- | ----------------- |
| stadion Heysel    | stadion Sclessin  | stadion Émile Versé | stadion Bosuil    |
| kapacitet: 50.000 | kapacitet: 31.000 | kapacitet: 28.000   | kapacitet: 20.000 |
|                   |                   |                     |                   |

## Vanjske poveznice
- EURO 1972 na UEFA.com